# Parafia św. Michała Archanioła i Matki Bożej Wspomożenia Wiernych w Rogalinku
Parafia świętego Michała Archanioła i Matki Bożej Wspomożenia Wiernych – rzymskokatolicka parafia znajdująca się we wsi Rogalinek, w gminie Mosina, w powiecie poznańskim. Należy do dekanatu Poznań-Starołęka.

## Kościół
Kościół parafialny, wzniesiony w latach 1682–1712, został ufundowany wielkopolskiego Hieronima Wierzbowskiego. W latach 1779 i 1875 był odrestaurowany. W 1964 roku ks. arcybiskup Antoni Baraniak uznał oficjalnie tę świątynię za Sanktuarium Matki Boskiej Wspomożenia Wiernych. W 1968 roku i ponownie od 2016 roku budynek był remontowany i konserwowany. Wewnątrz znajduje się replika figury Matki Bożej z Dzieciątkiem, wyłowionej przez dzieci z rzeki Warty prawdopodobnie w XVIII wieku. Oryginalna figura, nazywana Panią Warty, została ukradziona w sierpniu 2002 roku.

## Szlaki turystyczne i pielgrzymkowe
Obok kościoła przebiega  szlak turystyczny Osowa Góra – Sulęcinek i szlaki pątnicze – Wielkopolska Droga św. Jakuba oraz Wielkopolski Szlak Świętego Zygmunta Szczęsnego Felińskiego. Na przystanku autobusowym w centrum wsi kończy się  szlak pieszy Wiórek – Rogalinek.
Kościół w Rogalinku jest także punktem startowym Drogi Opanowania – jednego z przyrodniczych szlaków pielgrzymkowych Rogalińskie Drogi, utworzonych z okazji 200-lecia kościoła pw. św. Marcelina w Rogalinie. Dla tego szlaku opublikowano broszurę przyrodniczą pt. „O owadach i ekologii, nie tylko nad Wartą”.